# رافاييل جيوردانو
رافائيل جيوردانو (بالفرنسية: Raphaëlle Giordano) روائية فرنسية من مواليد باريس.
في عام 2020، احتلت المرتبة السادسة بين المؤلفين الأكثر مبيعًا وفقًا لتصنيف صحيفة لو فيغارو (تم بيع أكثر من ستمائة وثلاثين ألف نسخة في عام 2019). وقد دخلت في المراكز العشرة الأولى من هذا الترتيب في سنة 2018.

## سيرة شخصية
حفيدة المذيع والتلفزيوني، الشاعر والمقاوم الشهير جان نوهين، تخرجت رافاييل جيوردانو في فنون الجرافيك من مدرسة إستيان عام 1998.
عملت في وكالة اتصالات باريسية، لكنها استقالت لإنشاء ايموتون (بالفرنسية: Emotone) في عام 2006، وهي وكالة أحداث إبداعية للشركات.
بعد عشرة أعمال منشورة مرتبطة بالإبداع والتنمية الشخصية، نشرت في سبتمبر 2015 روايتها الأولى: تبدأ حياتك الثانية عندما تفهم أن لديك واحدة فقط، في مجموعة النشر أيرول.

## ظاهرة النشر
تبدأ برواية حياتك الثانية عندما تفهم أن لديك واحدة فقط، ظهرت في سبتمبر 2015، وتجاوز عدد المبيعات 2.2 مليون نسخة عام 2020، بما في ذلك أكثر من 620.000 مبيعات كبيرة الحجم من إصدارات أيرول.
تدور القصة حول «الولادة من جديد» لكاميل المكتئبة، والدة «38 سنة»، بمهارة من حياتها اليومية، تحت قيادة «أخصائي روتيني» غامض وخير.
في بداية أبريل 2017، بعد 62 أسبوعًا من نشرها، تحتل المرتبة الثانية في المبيعات الوطنية في قائمة الكتب الأسبوعية L'Obs وكذلك في العديد من التصنيفات الأخرى.حيث حظيت باستقبال نادر للغاية لرواية أولى معادل إن لم يكن متفوقًا على غيوم موسو أو مارك لوفي.
أكثر من أربعين دولة، بما في ذلك الولايات المتحدة والمملكة المتحدة وإسبانيا وألمانيا وإيطاليا وروسيا وغيرها، اشترت حقوق العمل، الذي وصفه معظم المعلقين بظاهرة نشر.
صدرت الرواية الثانية لـ رافاييل جيوردانو في 1 يونيو 2017، ولا تزال تنشرها أيرول، وتحمل عنوان اليوم الذي ستأكل فيه الأسود سلطة خضراء. بيعت أكثر من 440.000 نسخة بجميع التنسيقات. تمت ترجمتها حاليًا في 10 دول ويتم ترجمتها في العديد من البلدان. يوجد أيضًا كتاب صوتي لها.
نشرت روايتها الثالثة، كيبيدون بأجنحة من الورق المقوى، في 3 يناير 2019 في إصدار مشترك وبيعت أكثر من 110,000 نسخة بتنسيق كبير. ويجري بالفعل ترجمتها في 5 دول.
نشرت روايتها الرابعة بازار بولكا دوت زيبرا في يناير 2021.